# Григорьев, Виктор Михайлович
Виктор Михайлович Григорьев (1903—1982) — советский художник.

## Биография
Начальное образование получил в студии профессора З. С. Шмелёва в г. Сапожок, Рязанской губернии. Позже (с 1925-го по 1930 год) он обучался в Ленинграде — в школе живописи и рисования профессора А. П. Эйснера. Большое влияние на Григорьева имел художник-сатирик Б. И. Антоновский.
Виктор Григорьев в 1920-е годы был художником и режиссёром-постановщиком первых мультипликационных фильмов советского кино (см. Пионер Ваня), что способствовало формированию чёткой графической манеры в его рисунках. Сюжеты его картин очень легко читаются, благодаря режиссёрским навыкам в организации образного материала, что было очень важно для художника-иллюстратора.
В 1930-е годы Виктор Михайлович сотрудничал с газетами и журналами как карикатурист, в предвоенные годы работал художником-сатириком политуправления Ленинградского фронта.

Пережил блокаду, после которой по рекомендации врачей переехал в Киев, где с 1944 года начал сотрудничество с журналом «Перец». Его рисунки послевоенного периода принесли ему успех и признание читателей. Работал в жанре политической и бытовой сатиры, иллюстрировал современных юмористов — рассказы, юморески, басни. Одной из самых известных его работ этого периода была картина «Охотники на привале» (почти по Перову) — где с помощью образов животных он аллегорически высмеял человеческие недостатки — образы людей в ней заменены на образы собак.
В том же духе были выполнены иллюстрации к книге И. Франко «Лис Микита» и большая серия рисунков к сказке А. С. Пушкина «О попе и работнике его Балде», работу над которыми художник начал ещё в довоенные годы.

Виктор Михайлович сотрудничал со многими издательствами, работал в Республиканском театре кукол. Неоднократно участвовал в выставках картин, игрушек, стал членом Союза художников УССР.
Виктор Михайлович и Кира Борисовна Полякова познакомились в 1949 году на Агурском водопаде в Хосте, и с тех пор началась их совместная семейная и творческая жизнь.

В 1950 году Кира Борисовна переезжает в Киев, и в 1954 году — в пригороде Киева — городе Боярка — художники строят дом, который на долгие 33 года станет для них и уютным семейным очагом и творческой мастерской. В творческом сотрудничестве художников одна за другой рождаются детские книжки — иллюстрации к любимым детским сказкам — Буратино, Незнайка, Барвинок, Чиполлино и другие.
Виктор Михайлович работал в качестве графика — тушью и карандашом, Кира Борисовна — как мастер акварели — оформляет цветовые решения. Умение организовать художественный материал, создать зримый образ героев, каждый из которых ярко проявляет себя, сохранить ритм повествования, единство образов и тесную взаимосвязь героев — вот главные причины успеха их сотрудничества как художников-иллюстраторов.
Иллюстрации Григорьевых не только раскрывали смысл книги, но и углубляли и значительно обогащали его.

Например, в первом своём большом книжном проекте — книге Н. Носова «Приключения Незнайки и его товарищей» (сначала для журнала «Барвинок», затем для книги) художники создали яркие образы героев, у которых детская непосредственность сочеталась со сказочностью их внешнего вида. Рисунки Григорьевых сделали персонажей сказки Н. Носова более конкретными, ощутимыми, убедительными. Действие сказки было изображено так живо, с такими увлекательными подробностями, что читатель ощущал себя чуть ли не соучастником всех приключений Незнайки и его друзей.
Такие же черты были присущи и остальным иллюстрациям художников. Это изданные и неоднократно переизданные в 1950—1980-е годы на разных языках (украинский, русский, эстонский, молдавский, грузинский) книги А. Толстого «Золотой ключик», Н. Носова «Приключения Незнайки и его друзей», «Приключения Незнайки в Солнечном городе», «Незнайка на Луне», сказка «Теремок», Е. Чеповецкий «Солдат Пешкин и компания», Б. Чалый «Приключения Барвинка и Ромашки» (в нескольких редакциях иллюстраций), «Полёт Барвинка на Луну», «Про отважного Барвинка и Коныка-Дзвоныка» и много других.
Григорьевы несколько лет сотрудничали с известным украинским журналом — «Барвинок», и именно там родился зримый образ прославленного национального героя. Создавая образы к серии сказок о Барвинке, художники использовали мотивы украинского фольклора, с большой творческой выдумкой изобразили всех сказочных героев — Барвинок, Ромашка, Конык-Дзвонык, Осот, Будяк, Кропива.

В 1963 году в Боярку приезжало украинское телевидение — к 60-летию художника снимали о нём документальный фильм — «В гостях у доброго сказочника».

Художники активно работали до последних дней своей жизни.